# Lochgair

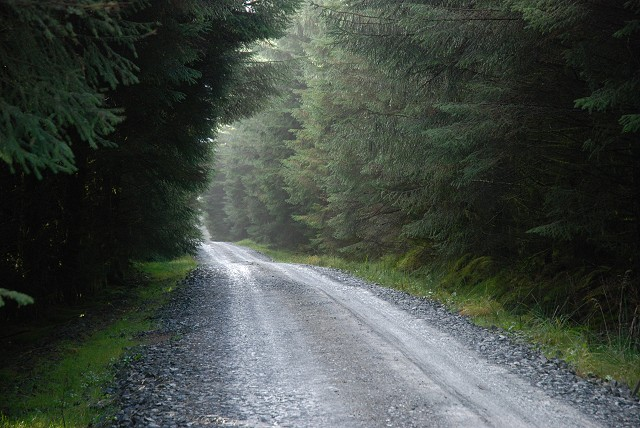

Lochgair (gaelico scozzese: An Loch Geàrr) è un villaggio nell'area di Argyll e Bute, in Scozia. Si trova sulla costa del Loch Gair, una piccola insenatura occidentale del Loch Fyne.